# Chandrasekarapura, Kolar
Chandrasekarapura là một làng thuộc tehsil Kolar, huyện Kolar, bang Karnataka, Ấn Độ.